# Wereldkampioenschap voetbal 1998 (kwalificatie CONCACAF)
30 teams schreven zich in voor de kwalificatie van het wereldkampioenschap voetbal 1998, de CONCACAF kreeg 3 plaatsen op het WK.

## Opzet
Er waren 3 rondes. Mexico, USA, Costa Rica, Honduras, El Salvador en Canada (de best geplaatsten op de FIFA-ranglijst) kregen een vrijstelling voor de eerste ronde. De 24 overblijvende teams werden in 2 geografische groepen verdeeld.
- Caribische zone: 20 teams speelden in knock-outfase, zodat er 4 teams naar de 2de ronde gaan.
- Centraal-Amerikaanse zone: de 4 teams werden gepaard en speelden een knock-outfase. De 2 winnaars gaan naar de 2de ronde.
- Semifinaleronde: de 12 teams worden in 3 groepen van 4 verdeeld. De groepswinnaars en nummers 2 gaan naar de finale.
- Finaleronde: de 6 overblijvers spelen in groepsfase, de top 3 kwalificeert zich.

## Gekwalificeerde landen
| FIFA-lid         | Confederatie | Kwalificatie   | Kwal. datum      | Aantal dln. (incl. 1998) | Dln. op rij | Eerste dln. | Laatste dln. | Titels (excl. 1998) | Beste prestatie |
| ---------------- | ------------ | -------------- | ---------------- | ------------------------ | ----------- | ----------- | ------------ | ------------------- | --------------- |
| Mexico           | CONCACAF     | Finaleronde 1e | 12 oktober 1997  | 11e                      | 2           | 1930        | 1994         | 0                   | Kwartfinale     |
| Verenigde Staten | CONCACAF     | Finaleronde 2e | 9 november 1997  | 6e                       | 3           | 1930        | 1994         | 0                   | Derde           |
| Jamaica          | CONCACAF     | Finaleronde 3e | 16 november 1997 | 1e                       | 1           | 1998        | n.v.t.       | n.v.t.              | n.v.t.          |

## Caribische zone

### Groep 1
|  | Eerste ronde      | Eerste ronde         | Eerste ronde | Eerste ronde |     |                   | Tweede ronde | Tweede ronde      | Tweede ronde | Tweede ronde |   |  | Derde ronde | Derde ronde | Derde ronde | Derde ronde |  |  |
|  |                   |                      |              |              |     |                   |              |                   |              |              |   |  |             |             |             |             |  |  |
|  | Aruba             | 2                    | 1            | 3            |     |                   |              |                   |              |              |   |  |             |             |             |             |  |  |
|  | Dominicaanse Rep. | 3                    | 3            | 6            |     |                   |              |                   |              |              |   |  |             |             |             |             |  |  |
|  | Dominicaanse Rep. | 3                    | 3            | 6            |     | Dominicaanse Rep. | 3            | 0                 | 3            |              |   |  |             |             |             |             |  |  |
|  |                   |                      |              |              |     | Dominicaanse Rep. | 3            | 0                 | 3            |              |   |  |             |             |             |             |  |  |
|  |                   | Nederlandse Antillen | 1            | 0            | 1   |                   |              |                   |              |              |   |  |             |             |             |             |  |  |
|  | X                 | Nederlandse Antillen | 1            | 0            | 1   |                   |              |                   |              |              |   |  |             |             |             |             |  |  |
|  |                   |                      |              |              |     |                   |              |                   |              |              |   |  |             |             |             |             |  |  |
|  | X                 |                      |              |              |     |                   |              |                   |              |              |   |  |             |             |             |             |  |  |
|  |                   |                      |              |              |     |                   |              | Dominicaanse Rep. | 1            | 0            | 1 |  |             |             |             |             |  |  |
|  |                   |                      |              |              |     |                   |              |                   |              |              | 1 |  |             |             |             |             |  |  |
|  |                   | Trinidad en Tobago   | 4            | 8            | 12  |                   |              |                   |              |              |   |  |             |             |             |             |  |  |
|  | X                 | Trinidad en Tobago   | 4            | 8            | 12  |                   |              |                   |              |              |   |  |             |             |             |             |  |  |
|  |                   |                      |              |              |     |                   |              |                   |              |              |   |  |             |             |             |             |  |  |
|  | X                 |                      |              |              |     |                   |              |                   |              |              |   |  |             |             |             |             |  |  |
|  |                   | Bermuda              |              |              |     |                   |              |                   |              |              |   |  |             |             |             |             |  |  |
|  |                   |                      |              |              |     |                   |              |                   |              |              |   |  |             |             |             |             |  |  |
|  |                   | Trinidad en Tobago   |              |              | bye |                   |              |                   |              |              |   |  |             |             |             |             |  |  |
|  | X                 | Trinidad en Tobago   |              |              | bye |                   |              |                   |              |              |   |  |             |             |             |             |  |  |
|  |                   |                      |              |              |     |                   |              |                   |              |              |   |  |             |             |             |             |  |  |
|  | X                 |                      |              |              |     |                   |              |                   |              |              |   |  |             |             |             |             |  |  |

Eerste ronde
|               |                                    |       |                           | |
| 24 maart 1996 | Dominicaanse Republiek             | 3 – 2 | Aruba                     | Estadio Olímpico Félix Sánchez, Santo Domingo Toeschouwers: 5.000 Scheidsrechter: Timothy Joseph (LCA) |
| 24 maart 1996 | Rodríguez 28' Mariano 50' Peña 73' |       | Davelaar 60' Malmberg 84' | Estadio Olímpico Félix Sánchez, Santo Domingo Toeschouwers: 5.000 Scheidsrechter: Timothy Joseph (LCA) |

|               |                     |       |                                           |                                                                                              |
| 31 maart 1996 | Aruba               | 1 – 3 | Dominicaanse Republiek                    | Trinidadstadion, Oranjestad Toeschouwers: 1.137 Scheidsrechter: Gilberto Alcalá Pineda (MEX) |
| 31 maart 1996 | Davelaar 38' (pen.) |       | Rodríguez 5' (pen.) Aquino 62' Queliz 87' | Trinidadstadion, Oranjestad Toeschouwers: 1.137 Scheidsrechter: Gilberto Alcalá Pineda (MEX) |

Dominicaanse Republiek won met 6–3 over twee wedstrijden en plaatst zich voor de derde ronde.
Tweede ronde
|            |                        |       |                      | |
| 4 mei 1996 | Dominicaanse Republiek | 2 – 1 | Nederlandse Antillen | Estadio Olímpico Félix Sánchez, Santo Domingo Toeschouwers: 2.000 Scheidsrechter: = Victorino Rodríguez Portillo (ESA) |
| 4 mei 1996 | Jiménez 35' Zapata 68' |       | Gersley 40'          | Estadio Olímpico Félix Sánchez, Santo Domingo Toeschouwers: 2.000 Scheidsrechter: = Victorino Rodríguez Portillo (ESA) |

|             |                      |       |                        | |
| 11 mei 1996 | Nederlandse Antillen | 0 – 0 | Dominicaanse Republiek | Ergilio Hatostadion, Willemstad Toeschouwers: 1.111 Scheidsrechter: Carlos Mendizabal Euceda (GUA) |
| 11 mei 1996 |                      |       |                        | Ergilio Hatostadion, Willemstad Toeschouwers: 1.111 Scheidsrechter: Carlos Mendizabal Euceda (GUA) |

Dominicaanse Republiek won met 2–1 over twee wedstrijden en plaatst zich voor de derde ronde.

Bermuda trok zich terug, daardoor plaatste Trinidad en Tobago zich automatisch voor de derde ronde.
Derde ronde
|              |                        |       |                                                              |                                                                                                |
| 15 juni 1996 | Dominicaanse Republiek | 1 – 4 | Trinidad en Tobago                                           | Estadio Olímpico, Santo Domingo Toeschouwers: 1.500 Scheidsrechter: Arturo Brizio Carter (MEX) |
| 15 juni 1996 | Alberto Jimenez 59'    |       | Russell Latapy 37' 67' Pedro Aquino 39' (o.g.) Angus Eve 84' | Estadio Olímpico, Santo Domingo Toeschouwers: 1.500 Scheidsrechter: Arturo Brizio Carter (MEX) |

|              |                                                                                                |       |                        |                                                                                                  |
| 23 juni 1996 | Trinidad en Tobago                                                                             | 8 – 0 | Dominicaanse Republiek | Hasely Crawford Stadium, Port of Spain Toeschouwers: 8.000 Scheidsrechter: Rodrigo Badilla (CRC) |
| 23 juni 1996 | Stern John 1' 23' 80' Dwight Yorke 8' Angus Eve 16' 42' Anthony Rougier 19' Russell Latapy 89' |       |                        | Hasely Crawford Stadium, Port of Spain Toeschouwers: 8.000 Scheidsrechter: Rodrigo Badilla (CRC) |

Trinidad en Tobago won met 12–1 over twee wedstrijden en plaatst zich voor de Semifinaleronde.

### Groep 2
|  | Eerste ronde | Eerste ronde    | Eerste ronde | Eerste ronde |   |         | Tweede ronde | Tweede ronde | Tweede ronde | Tweede ronde |   |  | Derde ronde | Derde ronde | Derde ronde | Derde ronde |  |  |
|  |              |                 |              |              |   |         |              |              |              |              |   |  |             |             |             |             |  |  |
|  | Guyana       | 1               | 0            | 1            |   |         |              |              |              |              |   |  |             |             |             |             |  |  |
|  | Grenada      | 2               | 6            | 8            |   |         |              |              |              |              |   |  |             |             |             |             |  |  |
|  | Grenada      | 2               | 6            | 8            |   | Grenada | 1            | 0            | 1            |              |   |  |             |             |             |             |  |  |
|  |              |                 |              |              |   | Grenada | 1            | 0            | 1            |              |   |  |             |             |             |             |  |  |
|  |              | Haïti           | 6            | 1            | 7 |         |              |              |              |              |   |  |             |             |             |             |  |  |
|  | X            | Haïti           | 6            | 1            | 7 |         |              |              |              |              |   |  |             |             |             |             |  |  |
|  |              |                 |              |              |   |         |              |              |              |              |   |  |             |             |             |             |  |  |
|  | X            |                 |              |              |   |         |              |              |              |              |   |  |             |             |             |             |  |  |
|  |              |                 |              |              |   |         |              | Haïti        | 1            | 1            | 2 |  |             |             |             |             |  |  |
|  |              |                 |              |              |   |         |              |              |              |              | 2 |  |             |             |             |             |  |  |
|  |              | Cuba            | 6            | 1            | 7 |         |              |              |              |              |   |  |             |             |             |             |  |  |
|  | X            | Cuba            | 6            | 1            | 7 |         |              |              |              |              |   |  |             |             |             |             |  |  |
|  |              |                 |              |              |   |         |              |              |              |              |   |  |             |             |             |             |  |  |
|  | X            |                 |              |              |   |         |              |              |              |              |   |  |             |             |             |             |  |  |
|  |              | Cuba            | 5            | 1            | 6 |         |              |              |              |              |   |  |             |             |             |             |  |  |
|  |              |                 |              |              | 6 |         |              |              |              |              |   |  |             |             |             |             |  |  |
|  |              | Kaaimaneilanden | 0            | 0            | 0 |         |              |              |              |              |   |  |             |             |             |             |  |  |
|  | X            | Kaaimaneilanden | 0            | 0            | 0 |         |              |              |              |              |   |  |             |             |             |             |  |  |
|  |              |                 |              |              |   |         |              |              |              |              |   |  |             |             |             |             |  |  |
|  | X            |                 |              |              |   |         |              |              |              |              |   |  |             |             |             |             |  |  |

Eerste ronde
|               |            |       |                              |                                                                                               |
| 29 maart 1996 | Guyana     | 1 – 2 | Grenada                      | Bourda Cricket Ground, Georgetown Toeschouwers: 1.000 Scheidsrechter: Christiaan Eiloof (SUR) |
| 29 maart 1996 | Joseph 13' |       | Charles 54' Otis Roberts 63' | Bourda Cricket Ground, Georgetown Toeschouwers: 1.000 Scheidsrechter: Christiaan Eiloof (SUR) |

|              |                                                      |       |        |                                                                                                   |
| 7 april 1996 | Grenada                                              | 6 – 0 | Guyana | Grenada National Stadium, Saint George's Toeschouwers: 4.000 Scheidsrechter: Billy Doctrove (DMA) |
| 7 april 1996 | Charles 33' François 40', 47' Fletcher 48', 71', 82' |       |        | Grenada National Stadium, Saint George's Toeschouwers: 4.000 Scheidsrechter: Billy Doctrove (DMA) |

Grenada won 8–1 over twee wedstrijden en plaatst zich voor de tweede ronde.
Tweede ronde
|             |                                                                         |       |                     |                                                                                          |
| 12 mei 1996 | Haïti                                                                   | 6 – 1 | Grenada             | Stade Sylvio Cator, Port-au-Prince Toeschouwers: 5500 Scheidsrechter: Robin Murray (TRI) |
| 12 mei 1996 | Wilson Chevalier 11' Golman Pierre 35', 58' Isaac Chauvet 62', 64', 73' |       | Patrick Modeste 85' | Stade Sylvio Cator, Port-au-Prince Toeschouwers: 5500 Scheidsrechter: Robin Murray (TRI) |

|             |         |                   |       |                                                                                    |
| 18 mei 1996 | Grenada | 0 – 1             | Haïti | Queen's Park, Saint George's Toeschouwers: 1200 Scheidsrechter: Victor Moore (BRB) |
| 18 mei 1996 |         | Golman Pierre 49' |       | Queen's Park, Saint George's Toeschouwers: 1200 Scheidsrechter: Victor Moore (BRB) |

Haïti won met 7–1 over twee wedstrijden en plaatst zich voor de derde ronde.
|             |                 |                     |      |                                                                                                  |
| 12 mei 1996 | Kaaimaneilanden | 0 – 1               | Cuba | Truman Boddensportcomplex, George Town Toeschouwers: 2000 Scheidsrechter: Argelio Sabillon (HON) |
| 12 mei 1996 |                 | Lázaro Dalcourt 10' |      | Truman Boddensportcomplex, George Town Toeschouwers: 2000 Scheidsrechter: Argelio Sabillon (HON) |

|             |                                                                                     |       |                 | |
| 14 mei 1996 | Cuba                                                                                | 5 – 0 | Kaaimaneilanden | Truman Boddensportcomplex, George Town Toeschouwers: 1200 Scheidsrechter: Pascual Rebolledo Cárdenas (MEX) |
| 14 mei 1996 | Alexander Cruzata 19' Eduardo Sebrango 63' Lázaro Dalcourt 68', 81' Lester Moré 83' |       |                 | Truman Boddensportcomplex, George Town Toeschouwers: 1200 Scheidsrechter: Pascual Rebolledo Cárdenas (MEX) |

Cuba won met 6&ndash0 over twee wedstrijden en plaatst zich voor de derde ronde.
Derde ronde
|              |                                                                                      |       |                     | |
| 23 juni 1996 | Cuba                                                                                 | 6 – 1 | Haïti               | Hasely Crawfordstadion, Port of Spain (Trinidad en Tobago) Toeschouwers: 2.000 Scheidsrechter: Mario Efrain Escobar (GUA) |
| 23 juni 1996 | Eduardo Sebrango 18' Mario Pedraza 44' Lazaro Dalcourt 61', 70', 71' Lester More 81' |       | Rosemond Pierre 84' | Hasely Crawfordstadion, Port of Spain (Trinidad en Tobago) Toeschouwers: 2.000 Scheidsrechter: Mario Efrain Escobar (GUA) |

|              |                   |       |                         |                                                                                            |
| 30 juni 1996 | Haïti             | 1 – 1 | Cuba                    | Stade Capois, Cap Haitien Toeschouwers: 4.500 Scheidsrechter: Ramon Luis Mendez Vega (CRC) |
| 30 juni 1996 | Isaac Chauvet 21' |       | Armando Cruz 79' (pen.) | Stade Capois, Cap Haitien Toeschouwers: 4.500 Scheidsrechter: Ramon Luis Mendez Vega (CRC) |

Cuba won met 7–2 over twee wedstrijden en plaatst zich voor de Semifinaleronde.

### Groep 3
|  | Eerste ronde       | Eerste ronde | Eerste ronde | Eerste ronde |   |          | Tweede ronde | Tweede ronde | Tweede ronde | Tweede ronde |   |  | Derde ronde | Derde ronde | Derde ronde | Derde ronde |  |  |
|  |                    |              |              |              |   |          |              |              |              |              |   |  |             |             |             |             |  |  |
|  | Dominica           | 3            | 3            | 6            |   |          |              |              |              |              |   |  |             |             |             |             |  |  |
|  | Antigua en Barbuda | 3            | 1            | 4            |   |          |              |              |              |              |   |  |             |             |             |             |  |  |
|  | Antigua en Barbuda | 3            | 1            | 4            |   | Dominica | 0            | 0            | 0            |              |   |  |             |             |             |             |  |  |
|  |                    |              |              |              |   | Dominica | 0            | 0            | 0            |              |   |  |             |             |             |             |  |  |
|  |                    | Barbados     | 1            | 1            | 2 |          |              |              |              |              |   |  |             |             |             |             |  |  |
|  | X                  | Barbados     | 1            | 1            | 2 |          |              |              |              |              |   |  |             |             |             |             |  |  |
|  |                    |              |              |              |   |          |              |              |              |              |   |  |             |             |             |             |  |  |
|  | X                  |              |              |              |   |          |              |              |              |              |   |  |             |             |             |             |  |  |
|  |                    |              |              |              |   |          |              | Barbados     | 0            | 0            | 0 |  |             |             |             |             |  |  |
|  |                    |              |              |              |   |          |              |              |              |              | 0 |  |             |             |             |             |  |  |
|  |                    | Jamaica      | 1            | 2            | 3 |          |              |              |              |              |   |  |             |             |             |             |  |  |
|  | X                  | Jamaica      | 1            | 2            | 3 |          |              |              |              |              |   |  |             |             |             |             |  |  |
|  |                    |              |              |              |   |          |              |              |              |              |   |  |             |             |             |             |  |  |
|  | X                  |              |              |              |   |          |              |              |              |              |   |  |             |             |             |             |  |  |
|  |                    | Suriname     | 0            | 0            | 0 |          |              |              |              |              |   |  |             |             |             |             |  |  |
|  |                    |              |              |              | 0 |          |              |              |              |              |   |  |             |             |             |             |  |  |
|  |                    | Jamaica      | 1            | 1            | 2 |          |              |              |              |              |   |  |             |             |             |             |  |  |
|  | X                  | Jamaica      | 1            | 1            | 2 |          |              |              |              |              |   |  |             |             |             |             |  |  |
|  |                    |              |              |              |   |          |              |              |              |              |   |  |             |             |             |             |  |  |
|  | X                  |              |              |              |   |          |              |              |              |              |   |  |             |             |             |             |  |  |

Eerste ronde
|               |                                       |       |                             |                                                                           |
| 10 maart 1996 | Dominica                              | 3 – 3 | Antigua en Barbuda          | Windsor Park, Roseau Toeschouwers: 4.500 Scheidsrechter: Mark Forde (BAR) |
| 10 maart 1996 | Dominique 8' Dangler 42' Marshall 89' |       | Clarke 15' Edwards 28', 75' | Windsor Park, Roseau Toeschouwers: 4.500 Scheidsrechter: Mark Forde (BAR) |

|               |                    |       |                                       |                                                                                           |
| 31 maart 1996 | Antigua en Barbuda | 1 – 3 | Dominica                              | Antigua Recreation Ground, St. John's Toeschouwers: 900 Scheidsrechter: Evaroy Babb (GUY) |
| 31 maart 1996 | Edwards 59'        |       | Greenaway 23' Morancie 60' Edmond 66' | Antigua Recreation Ground, St. John's Toeschouwers: 900 Scheidsrechter: Evaroy Babb (GUY) |

Dominica won met 6–4 over twee wedstrijden en plaatst zich voor de tweede ronde.
Tweede ronde
|               |          |              |         |                                                                                   |
| 31 maart 1996 | Suriname | 0 – 1        | Jamaica | Flora Stadion, Paramaribo Toeschouwers: 2.500 Scheidsrechter: Vanroy Burnes (ANT) |
| 31 maart 1996 |          | Whitmore 56' |         | Flora Stadion, Paramaribo Toeschouwers: 2.500 Scheidsrechter: Vanroy Burnes (ANT) |

|               |              |       |          |                                                                                               |
| 21 april 1996 | Jamaica      | 1 – 0 | Suriname | Independence Park, Kingston Toeschouwers: 6.100 Scheidsrechter: Ronald Gutíerrez Castro (CRC) |
| 21 april 1996 | P. Davis 73' |       |          | Independence Park, Kingston Toeschouwers: 6.100 Scheidsrechter: Ronald Gutíerrez Castro (CRC) |

Jamaica won 2–0 over twee wedstrijden en plaatst zich voor de derde ronde.
|             |          |                    |          |                                                                               |
| 14 mei 1996 | Dominica | 0 – 1              | Barbados | Windsor Park, Roseau Toeschouwers: 3000 Scheidsrechter: Charles Barrett (JAM) |
| 14 mei 1996 |          | Roger Proverbs 63' |          | Windsor Park, Roseau Toeschouwers: 3000 Scheidsrechter: Charles Barrett (JAM) |

|             |                       |       |          | |
| 19 mei 1996 | Barbados              | 1 – 0 | Dominica | Barbados Nationaal Stadion, Bridgetown Toeschouwers: 2500 Scheidsrechter: = Austin Eric Harewood (TRI) |
| 19 mei 1996 | Gregory Goodridge 67' |       |          | Barbados Nationaal Stadion, Bridgetown Toeschouwers: 2500 Scheidsrechter: = Austin Eric Harewood (TRI) |

Barbados won met 2–0 over twee wedstrijden en plaatst zich voor de derde ronde.
Derde ronde
|              |          |                 |         |                                                                                                 |
| 23 juni 1996 | Barbados | 0 – 1           | Jamaica | Barbados Nationaal Stadion, Bridgetown Toeschouwers: 5.000 Scheidsrechter: Arturo Angeles (USA) |
| 23 juni 1996 |          | Walter Boyd 90' |         | Barbados Nationaal Stadion, Bridgetown Toeschouwers: 5.000 Scheidsrechter: Arturo Angeles (USA) |

|              |                                       |       |          |                                                                                       |
| 30 juni 1996 | Jamaica                               | 2 – 0 | Barbados | Independence Park, Kingston Toeschouwers: 15.000 Scheidsrechter: Ramesh Ramdhan (TRI) |
| 30 juni 1996 | Theodore Whitmore 23' Walter Boyd 72' |       |          | Independence Park, Kingston Toeschouwers: 15.000 Scheidsrechter: Ramesh Ramdhan (TRI) |

Jamaica won met 3–0 over twee wedstrijden en plaatst zich voor de Semifinaleronde.

### Groep 4
|  | Eerste ronde         | Eerste ronde                   | Eerste ronde | Eerste ronde |       |  | Tweede ronde | Tweede ronde         | Tweede ronde | Tweede ronde |   |  | Derde ronde | Derde ronde | Derde ronde | Derde ronde |  |  |
|  |                      |                                |              |              |       |  |              |                      |              |              |   |  |             |             |             |             |  |  |
|  | Saint Kitts en Nevis |                                |              | Bye          |       |  |              |                      |              |              |   |  |             |             |             |             |  |  |
|  | Bahama's             |                                |              |              |       |  |              |                      |              |              |   |  |             |             |             |             |  |  |
|  |                      | Saint Kitts en Nevis           | 5            | 1            | 6     |  |              |                      |              |              |   |  |             |             |             |             |  |  |
|  |                      |                                |              |              | 6     |  |              |                      |              |              |   |  |             |             |             |             |  |  |
|  |                      | Saint Lucia                    | 1            | 0            | 1     |  |              |                      |              |              |   |  |             |             |             |             |  |  |
|  | X                    | Saint Lucia                    | 1            | 0            | 1     |  |              |                      |              |              |   |  |             |             |             |             |  |  |
|  |                      |                                |              |              |       |  |              |                      |              |              |   |  |             |             |             |             |  |  |
|  | X                    |                                |              |              |       |  |              |                      |              |              |   |  |             |             |             |             |  |  |
|  |                      |                                |              |              |       |  |              | Saint Kitts en Nevis | 2            | 0            | 2 |  |             |             |             |             |  |  |
|  |                      |                                |              |              |       |  |              |                      |              |              | 2 |  |             |             |             |             |  |  |
|  |                      | Saint Vincent en de Grenadines | 2            | 0            | 2 (u) |  |              |                      |              |              |   |  |             |             |             |             |  |  |
|  | X                    | Saint Vincent en de Grenadines | 2            | 0            | 2 (u) |  |              |                      |              |              |   |  |             |             |             |             |  |  |
|  |                      |                                |              |              |       |  |              |                      |              |              |   |  |             |             |             |             |  |  |
|  | X                    |                                |              |              |       |  |              |                      |              |              |   |  |             |             |             |             |  |  |
|  |                      | Puerto Rico                    | 1            | 0            | 1     |  |              |                      |              |              |   |  |             |             |             |             |  |  |
|  |                      |                                |              |              | 1     |  |              |                      |              |              |   |  |             |             |             |             |  |  |
|  |                      | Saint Vincent en de Grenadines | 2            | 7            | 9     |  |              |                      |              |              |   |  |             |             |             |             |  |  |
|  | X                    | Saint Vincent en de Grenadines | 2            | 7            | 9     |  |              |                      |              |              |   |  |             |             |             |             |  |  |
|  |                      |                                |              |              |       |  |              |                      |              |              |   |  |             |             |             |             |  |  |
|  | X                    |                                |              |              |       |  |              |                      |              |              |   |  |             |             |             |             |  |  |

Eerste ronde
De Bahama's trokken zich terug, daardoor plaatste Saint Kitts en Nevis zich automatisch voor de tweede ronde.
Tweede ronde
|            |                   |       |                                |                                                                            |
| 4 mei 1996 | Puerto Rico       | 1 – 2 | Saint Vincent en de Grenadines | Estadio Efrain Carcayo Alicea, Bayamón Scheidsrechter: Manuel Villar (ARU) |
| 4 mei 1996 | Lugris 70' (pen.) |       | Huggins 18' Hinds 58'          | Estadio Efrain Carcayo Alicea, Bayamón Scheidsrechter: Manuel Villar (ARU) |

|             |                                                                   |       |             |                                                                                            |
| 12 mei 1996 | Saint Vincent en de Grenadines                                    | 7 – 0 | Puerto Rico | Arnos Valestadion, Kingston Toeschouwers: 2000 Scheidsrechter: Lancelotte Livingston (JAM) |
| 12 mei 1996 | Jack 3', 13', 25' Mussenden 35' (o.g.) Hinds 37', 59' Charles 64' |       |             | Arnos Valestadion, Kingston Toeschouwers: 2000 Scheidsrechter: Lancelotte Livingston (JAM) |

Saint Vincent en de Grenadines won met 9–1 over twee wedstrijden en plaatste zich voor de derde ronde.
|            |                                                                       |       |               |                                                                               |
| 5 mei 1996 | Saint Kitts en Nevis                                                  | 5 – 1 | Saint Lucia   | Warner Park, Basseterre Toeschouwers: 1500 Scheidsrechter: Robin Murray (TRI) |
| 5 mei 1996 | Dwight Allers Kelley 5', 86' Vernon Sargeant 22', 44' Keith Gumbs 41' |       | Earl Jean 51' | Warner Park, Basseterre Toeschouwers: 1500 Scheidsrechter: Robin Murray (TRI) |

|             |             |                          |                      |                                                                                              |
| 19 mei 1996 | Saint Lucia | 0 – 1                    | Saint Kitts en Nevis | Mindoo Philip Park, Castries Toeschouwers: 500 Scheidsrechter: Harry Leocadio Davelaar (ANT) |
| 19 mei 1996 |             | Dwight Allers Kelley 50' |                      | Mindoo Philip Park, Castries Toeschouwers: 500 Scheidsrechter: Harry Leocadio Davelaar (ANT) |

Saint Kitts en Nevis won met 6–1 over twee wedstrijden en plaatste zich voor de derde ronde.
Derde ronde
|              |                                       |       |                                   |                                                                              |
| 23 juni 1996 | Saint Kitts en Nevis                  | 2 – 2 | Saint Vincent en de Grenadines    | Warner Park, Basseterre Toeschouwers: 3.000 Scheidsrechter: Mark Forde (BAR) |
| 23 juni 1996 | Keith Gumbs 38' Larrymore Bedford 88' |       | Andre Hinds 12' Kendall Velox 35' | Warner Park, Basseterre Toeschouwers: 3.000 Scheidsrechter: Mark Forde (BAR) |

|              |                                |       |                      |                                                                                              |
| 30 juni 1996 | Saint Vincent en de Grenadines | 0 – 0 | Saint Kitts en Nevis | Arnos Valestadion, Kingstown Toeschouwers: 2.500 Scheidsrechter: JAM Peter Prendergast (JAM) |
| 30 juni 1996 |                                |       |                      | Arnos Valestadion, Kingstown Toeschouwers: 2.500 Scheidsrechter: JAM Peter Prendergast (JAM) |

Saint Vincent en de Grenadines won met 2–2 (op basis van de uitdoelpunten) over twee wedstrijden en plaatst zich voor de Semifinaleronde.

## Centraal-Amerikaanse zone
|            |           |                       |           |                                                                                           |
| 5 mei 1996 | Nicaragua | 0 – 1                 | Guatemala | Estadio Cacique Diriangén, Diriamba Toeschouwers: 2.500 Scheidsrechter: Tim Wayland (USA) |
| 5 mei 1996 |           | Juan Carlos Plata 27' |           | Estadio Cacique Diriangén, Diriamba Toeschouwers: 2.500 Scheidsrechter: Tim Wayland (USA) |

|             |                           |       |                    |                                                                      |
| 10 mei 1996 | Guatemala                 | 2 – 1 | Nicaragua          | Guatemala-Stad Toeschouwers: 25.000 Scheidsrechter: Dino Bucci (CAN) |
| 10 mei 1996 | Juan Carlos Plata 62' 67' |       | Ezequiel Jerez 87' | Guatemala-Stad Toeschouwers: 25.000 Scheidsrechter: Dino Bucci (CAN) |

Guatemala won 3–1 over twee wedstrijden en plaatst zich voor de Semifinaleronde.
|             |                    |       |                                         | |
| 2 juni 1996 | Belize             | 1 – 2 | Panama                                  | Marion Jones Sportcomplex, Belize City Toeschouwers: 2.000 Scheidsrechter: Rafael Rodriguez Medina (SLV) |
| 2 juni 1996 | David McCaulay 28' |       | Rubén Guevara 57' Julio Dely Valdes 61' | Marion Jones Sportcomplex, Belize City Toeschouwers: 2.000 Scheidsrechter: Rafael Rodriguez Medina (SLV) |

|             |                                                 |       |                   |                                                                                                |
| 9 juni 1996 | Panama                                          | 4 – 1 | Belize            | Estadio Rommel Fernández, Panama-Stad Toeschouwers: 17.500 Scheidsrechter: Donald Campos (NCA) |
| 9 juni 1996 | Julio Dely Valdes 14' 46' 61' René Mendieta 88' |       | Denmark Casey 60' | Estadio Rommel Fernández, Panama-Stad Toeschouwers: 17.500 Scheidsrechter: Donald Campos (NCA) |

Panama won met 6–2 over twee wedstrijden en plaatst zich voor de Semifinaleronde.

## Semifinaleronde
Legenda
Voor de semifinaleronde waren twaalf tickets beschikbaar, vorig WK acht. In tegenstelling tot vorig WK was Bermuda er niet bij, de plaats werd ingenomen door Trinidad & Tobago, Cuba, Panama en Guatemala, de Verenigde Staten waren toen het organiserende land en moesten zich nu kwalificeren.
In de eerste twee groepen verliep alles volgens verwachting: in groep 1 wonnen de Verenigde Staten en Costa Rica hun thuiswedstrijd ruim van Guatemala en de voorsprong hielden ze vast. In groep 2 eindigden Canada en El Salvador ruim voor Panama en Cuba. Groep 3 leverde wel een verrassing op, Jamaica begon de cyclus met een duidelijke 3-0 overwinning op Honduras, waarna een doelpuntloos gelijkspel in de return genoeg was voor plaatsing. Door een overwinning op Mexico eindigde het Cariïbische land zelfs op de eerste plaats in de groep.

### Groep 1
| Land               | Wed | Win | Gel | Ver | DV | DT | +/– | Pnt |
| ------------------ | --- | --- | --- | --- | -- | -- | --- | --- |
| Verenigde Staten   | 6   | 4   | 1   | 1   | 10 | 5  | +5  | 13  |
| Costa Rica         | 6   | 4   | 0   | 2   | 9  | 5  | +4  | 12  |
| Guatemala          | 6   | 2   | 2   | 2   | 6  | 9  | –3  | 8   |
| Trinidad en Tobago | 6   | 0   | 1   | 5   | 3  | 9  | –6  | 1   |

|                  |                    |                  |            |                                                                                                 |
| 1 september 1996 | Trinidad en Tobago | 0 – 1            | Costa Rica | Hasely Crawfordstadion, Port of Spain Toeschouwers: 25.000 Scheidsrechter: Oscar Bardalez (HON) |
| 1 september 1996 |                    | Ronald Gomez 54' |            | Hasely Crawfordstadion, Port of Spain Toeschouwers: 25.000 Scheidsrechter: Oscar Bardalez (HON) |

|                |                    |       |                  |                                                                                             |
| 6 oktober 1996 | Trinidad en Tobago | 1 – 1 | Guatemala        | Hasely Crawfordstadion, Port of Spain Toeschouwers: 20.000 Scheidsrechter: Mark Forde (BAR) |
| 6 oktober 1996 | Jerren Nixon 37'   |       | Rudy Ramirez 22' | Hasely Crawfordstadion, Port of Spain Toeschouwers: 20.000 Scheidsrechter: Mark Forde (BAR) |

|                 |                                    |       |           |                                                                                       |
| 3 november 1996 | Verenigde Staten                   | 2 – 0 | Guatemala | RFK Stadium, Washington DC Toeschouwers: 30.082 Scheidsrechter: Charles Barrett (JAM) |
| 3 november 1996 | Eric Wynalda 54' Brian McBride 87' |       |           | RFK Stadium, Washington DC Toeschouwers: 30.082 Scheidsrechter: Charles Barrett (JAM) |

|                  |                                    |       |                    | |
| 10 november 1996 | Verenigde Staten                   | 2 – 0 | Trinidad en Tobago | University of Richmond Stadium, Richmond Toeschouwers: 19.312 Scheidsrechter: Arturo Brizio Carter (MEX) |
| 10 november 1996 | Thomas Dooley 53' Eric Wynalda 84' |       |                    | University of Richmond Stadium, Richmond Toeschouwers: 19.312 Scheidsrechter: Arturo Brizio Carter (MEX) |

|                  |                                                        |       |           | |
| 10 november 1996 | Costa Rica                                             | 3 – 0 | Guatemala | Estadio Ricardo Saprissa Aymá, San José Toeschouwers: 17.000 Scheidsrechter: Argelio Sabillon (HON) |
| 10 november 1996 | Javier Delgado 53' Hernan Medford 74' Ronald Gomez 78' |       |           | Estadio Ricardo Saprissa Aymá, San José Toeschouwers: 17.000 Scheidsrechter: Argelio Sabillon (HON) |

|                  |                    |                   |                  |                                                                                            |
| 24 november 1996 | Trinidad en Tobago | 0 – 1             | Verenigde Staten | Hasely Crawfordstadion, Port of Spain Toeschouwers: 4.000 Scheidsrechter: Mark Forde (BAR) |
| 24 november 1996 |                    | Joe-Max Moore 36' |                  | Hasely Crawfordstadion, Port of Spain Toeschouwers: 4.000 Scheidsrechter: Mark Forde (BAR) |

|                  |                       |       |            |                                                                                            |
| 24 november 1996 | Guatemala             | 1 – 0 | Costa Rica | Memorial Coliseum, Los Angeles Toeschouwers: 22.697 Scheidsrechter: Rafael Rodriguez (SLV) |
| 24 november 1996 | Juan Carlos Plata 34' |       |            | Memorial Coliseum, Los Angeles Toeschouwers: 22.697 Scheidsrechter: Rafael Rodriguez (SLV) |

|                 |                                     |       |                  | |
| 1 december 1996 | Costa Rica                          | 2 – 1 | Verenigde Staten | Estadio Ricardo Saprissa Aymá, San José Toeschouwers: 18.000 Scheidsrechter: Peter Prendergast (JAM) |
| 1 december 1996 | Paulo Wanchope 39' Wilmer Lopez 84' |       | Cobi Jones 89'   | Estadio Ricardo Saprissa Aymá, San José Toeschouwers: 18.000 Scheidsrechter: Peter Prendergast (JAM) |

|                 |                     |       |                    |                                                                                           |
| 8 december 1996 | Guatemala           | 2 – 1 | Trinidad en Tobago | Memorial Coliseum, Los Angeles Toeschouwers: 24.000 Scheidsrechter: William Laidlaw (CAN) |
| 8 december 1996 | Julio Rodas 26' 67' |       | Angus Eve 30'      | Memorial Coliseum, Los Angeles Toeschouwers: 24.000 Scheidsrechter: William Laidlaw (CAN) |

|                  |                                    |       |                  |                                                                                         |
| 14 december 1996 | Verenigde Staten                   | 2 – 1 | Costa Rica       | Stanford Stadium, Palo Alto Toeschouwers: 40.527 Scheidsrechter: León Padro Borja (MEX) |
| 14 december 1996 | Brian McBride 16' Roy Lassiter 60' |       | Ronald Gomez 74' | Stanford Stadium, Palo Alto Toeschouwers: 40.527 Scheidsrechter: León Padro Borja (MEX) |

|                  |                        |       |                    | |
| 21 december 1996 | Costa Rica             | 2 – 1 | Trinidad en Tobago | Estadio José Rafael Fello Meza Ivankovich, Cartago Toeschouwers: 0 Scheidsrechter: Pascual Rebolledo Cárdenas (MEX) |
| 21 december 1996 | Paulo Wanchope 44' 60' |       | Jerren Nixon 7'    | Estadio José Rafael Fello Meza Ivankovich, Cartago Toeschouwers: 0 Scheidsrechter: Pascual Rebolledo Cárdenas (MEX) |

|                  |                                     |       |                                             |                                                                                         |
| 21 december 1996 | Guatemala                           | 2 – 2 | Verenigde Staten                            | Estadio Cuscatlán, San Salvador Toeschouwers: 43.000 Scheidsrechter: Mike Seifert (CAN) |
| 21 december 1996 | Juan Funes 9' Juan Carlos Plata 44' |       | Predrag Radosavljević 7' Frankie Hejduk 48' | Estadio Cuscatlán, San Salvador Toeschouwers: 43.000 Scheidsrechter: Mike Seifert (CAN) |

### Groep 2
| Land        | Wed | Win | Gel | Ver | DV | DT | +/– | Pnt |
| ----------- | --- | --- | --- | --- | -- | -- | --- | --- |
| Canada      | 6   | 5   | 1   | 0   | 10 | 1  | +9  | 16  |
| El Salvador | 6   | 3   | 1   | 2   | 12 | 6  | +6  | 10  |
| Panama      | 6   | 1   | 2   | 3   | 8  | 11 | –3  | 5   |
| Cuba        | 6   | 1   | 0   | 5   | 4  | 16 | –12 | 3   |

|                  |                                                           |       |                       | |
| 30 augustus 1996 | Canada                                                    | 3 – 1 | Panama                | Commonwealth Stadium, Edmonton Toeschouwers: 5.255 Scheidsrechter: Jose Emiliano Ramirez Suazo (HON) |
| 30 augustus 1996 | Geoff Aunger 40' Paul Peschisolido 42' Carlo Corazzin 87' |       | Jorge Dely Valdés 49' | Commonwealth Stadium, Edmonton Toeschouwers: 5.255 Scheidsrechter: Jose Emiliano Ramirez Suazo (HON) |

|                  |      |                                                                           |             | |
| 8 september 1996 | Cuba | 0 – 5                                                                     | El Salvador | Estadio Cuscatlán, San Salvador Toeschouwers: 32.000 Scheidsrechter: Gerardo Enrique Mejia Centeno (HON) |
| 8 september 1996 |      | José Carlos Rivera 22' 80' Raúl Díaz Arce 49' 72' Mauricio Cienfuegos 83' |             | Estadio Cuscatlán, San Salvador Toeschouwers: 32.000 Scheidsrechter: Gerardo Enrique Mejia Centeno (HON) |

|                   |                                               |       |                       | |
| 22 september 1996 | Cuba                                          | 3 – 1 | Panama                | Estadio Rommel Fernández, Panama-Stad Toeschouwers: 15.000 Scheidsrechter: Olger Mejias Ovares (CRC) |
| 22 september 1996 | Eduardo Sebrango 42' 70' Manuel Bobadilla 88' |       | Jorge Dely Valdés 55' | Estadio Rommel Fernández, Panama-Stad Toeschouwers: 15.000 Scheidsrechter: Olger Mejias Ovares (CRC) |

|                |                          |       |                    |                                                                                               |
| 6 oktober 1996 | Panama                   | 1 – 1 | El Salvador        | Estadio Rommel Fernández, Panama-Stad Toeschouwers: 8.500 Scheidsrechter: Vanroy Burnes (ATG) |
| 6 oktober 1996 | Juan Carlos Cubillas 43' |       | Raúl Díaz Arce 51' | Estadio Rommel Fernández, Panama-Stad Toeschouwers: 8.500 Scheidsrechter: Vanroy Burnes (ATG) |

|                 |                                        |       |      |                                                                                         |
| 10 oktober 1996 | Canada                                 | 2 – 0 | Cuba | Commonwealth Stadium, Edmonton Toeschouwers: 6.000 Scheidsrechter: Ramesh Ramdhan (TRI) |
| 10 oktober 1996 | Alex Bunbury 29' Paul Peschisolido 53' |       |      | Commonwealth Stadium, Edmonton Toeschouwers: 6.000 Scheidsrechter: Ramesh Ramdhan (TRI) |

|                 |      |                                        |        | |
| 13 oktober 1996 | Cuba | 0 – 2                                  | Canada | Commonwealth Stadium, Edmonton Toeschouwers: 10.000 Scheidsrechter: Carlos Mendizabal Euceda (GUA) |
| 13 oktober 1996 |      | Paul Peschisolido 15' Nick Dasovic 79' |        | Commonwealth Stadium, Edmonton Toeschouwers: 10.000 Scheidsrechter: Carlos Mendizabal Euceda (GUA) |

|                 |        |       |        |                                                                                               |
| 27 oktober 1996 | Panama | 0 – 0 | Canada | Estadio Rommel Fernández, Panama-Stad Toeschouwers: 7.388 Scheidsrechter: Carlos Batres (GUA) |
| 27 oktober 1996 |        |       |        | Estadio Rommel Fernández, Panama-Stad Toeschouwers: 7.388 Scheidsrechter: Carlos Batres (GUA) |

|                 |                  |       |             |                                                                                      |
| 3 november 1996 | Canada           | 1 – 0 | El Salvador | Swangard Stadium, Burnaby Toeschouwers: 6.858 Scheidsrechter: Ronald Gutiérrez (CRC) |
| 3 november 1996 | Alex Bunbury 65' |       |             | Swangard Stadium, Burnaby Toeschouwers: 6.858 Scheidsrechter: Ronald Gutiérrez (CRC) |

|                  |                                                                |       |                           |                                                                                             |
| 10 november 1996 | El Salvador                                                    | 3 – 2 | Panama                    | Estadio Cuscatlán, San Salvador Toeschouwers: 25.832 Scheidsrechter: Zimmerman Boulos (USA) |
| 10 november 1996 | Raúl Díaz Arce 43' Wilfredo Iraheta 68' Giovanni Trigueros 88' |       | Jorge Dely Valdés 11' 86' | Estadio Cuscatlán, San Salvador Toeschouwers: 25.832 Scheidsrechter: Zimmerman Boulos (USA) |

|                 |                                                                    |       |      |                                                                                           |
| 1 december 1996 | El Salvador                                                        | 3 – 0 | Cuba | Estadio Cuscatlán, San Salvador Toeschouwers: 23.510 Scheidsrechter: Arturo Angeles (USA) |
| 1 december 1996 | William Renderos Iraheta 3' Raúl Díaz Arce 30' Jorge Rodríguez 49' |       |      | Estadio Cuscatlán, San Salvador Toeschouwers: 23.510 Scheidsrechter: Arturo Angeles (USA) |

|                  |                                                           |       |                 |                                                                                          |
| 15 december 1996 | Panama                                                    | 3 – 1 | Cuba            | Estadio Rommel Fernandez, Panama-Stad Toeschouwers: 0 Scheidsrechter: Wayne Caesar (TRI) |
| 15 december 1996 | René Mendieta 15' Rubén Guevara 55' Jorge Dely Valdés 58' |       | Lester Moré 67' | Estadio Rommel Fernandez, Panama-Stad Toeschouwers: 0 Scheidsrechter: Wayne Caesar (TRI) |

|                  |             |                                  |        |                                                                                         |
| 15 december 1996 | El Salvador | 0 – 2                            | Canada | Estadio Cuscatlán, San Salvador Toeschouwers: 15233 Scheidsrechter: Brizio Carter (MEX) |
| 15 december 1996 |             | Mark Watson 62' Alex Bunbury 66' |        | Estadio Cuscatlán, San Salvador Toeschouwers: 15233 Scheidsrechter: Brizio Carter (MEX) |

### Groep 3
| Land                           | Wed | Win | Gel | Ver | DV | DT | +/– | Pnt |
| ------------------------------ | --- | --- | --- | --- | -- | -- | --- | --- |
| Jamaica                        | 6   | 4   | 1   | 1   | 12 | 3  | +9  | 13  |
| Mexico                         | 6   | 4   | 0   | 2   | 14 | 6  | +8  | 12  |
| Honduras                       | 6   | 3   | 1   | 2   | 18 | 11 | +7  | 10  |
| Saint Vincent en de Grenadines | 6   | 0   | 0   | 6   | 6  | 30 | –24 | 0   |

|                   |                                           |       |          |                                                                                               |
| 15 september 1996 | Jamaica                                   | 3 – 0 | Honduras | Independence Park, Kingston Toeschouwers: 21.000 Scheidsrechter: Ramón Luis Méndez Vega (CRC) |
| 15 september 1996 | Walter Boyd 14' 53' Theodore Whitmore 42' |       |          | Independence Park, Kingston Toeschouwers: 21.000 Scheidsrechter: Ramón Luis Méndez Vega (CRC) |

|                   |                                |                                           |        |                                                                                                |
| 15 september 1996 | Saint Vincent en de Grenadines | 0 – 3                                     | Mexico | Arnos Valestadion, Kingstown Toeschouwers: 1.600 Scheidsrechter: Rafael Rodriguez Medina (SLV) |
| 15 september 1996 |                                | Ricardo Peláez 15' 51' Damián Álvarez 89' |        | Arnos Valestadion, Kingstown Toeschouwers: 1.600 Scheidsrechter: Rafael Rodriguez Medina (SLV) |

|                   |                                      |       |                   | |
| 21 september 1996 | Honduras                             | 2 – 1 | Mexico            | Estadio Francisco Morazán, San Pedro Sula Toeschouwers: 19.120 Scheidsrechter: Raul Dominguez (USA) |
| 21 september 1996 | Carlos Pavón 50' Eduardo Bennett 82' |       | Ramón Ramírez 63' | Estadio Francisco Morazán, San Pedro Sula Toeschouwers: 19.120 Scheidsrechter: Raul Dominguez (USA) |

|                   |                                |       |                    |                                                                                                |
| 23 september 1996 | Saint Vincent en de Grenadines | 1 – 2 | Jamaica            | Arnos Valestadion, Kingstown Toeschouwers: 4.000 Scheidsrechter: George Richenel Cameron (SUR) |
| 23 september 1996 | Christopher Harry 82'          |       | Paul Young 20' 41' | Arnos Valestadion, Kingstown Toeschouwers: 4.000 Scheidsrechter: George Richenel Cameron (SUR) |

|                 |                                |       |                                                     |                                                                                    |
| 13 oktober 1996 | Saint Vincent en de Grenadines | 1 – 4 | Honduras                                            | Arnos Valestadion, Kingstown Toeschouwers: 2.200 Scheidsrechter: Jose Farias (CAN) |
| 13 oktober 1996 | James Chewitt 62'              |       | Suazo Velázquez 7' 62' Christian Santamaria 23' 42' | Arnos Valestadion, Kingstown Toeschouwers: 2.200 Scheidsrechter: Jose Farias (CAN) |

|                 |                                 |       |                 |                                                                                        |
| 16 oktober 1996 | Mexico                          | 2 – 1 | Jamaica         | Aztekenstadion, Mexico-Stad Toeschouwers: 110.000 Scheidsrechter: Ramesh Ramdhan (TRI) |
| 16 oktober 1996 | Zague 44' Carlos Hermosillo 55' |       | Walter Boyd 70' | Aztekenstadion, Mexico-Stad Toeschouwers: 110.000 Scheidsrechter: Ramesh Ramdhan (TRI) |

|                 |          |       |         | |
| 27 oktober 1996 | Honduras | 0 – 0 | Jamaica | Estadio Francisco Morazán, San Pedro Sula Toeschouwers: 20.928 Scheidsrechter: Raul Dominguez (USA) |
| 27 oktober 1996 |          |       |         | Estadio Francisco Morazán, San Pedro Sula Toeschouwers: 20.928 Scheidsrechter: Raul Dominguez (USA) |

|                 |                                                                                   |       |                                |                                                                                   |
| 30 oktober 1996 | Mexico                                                                            | 5 – 1 | Saint Vincent en de Grenadines | Aztekenstadion, Mexico-Stad Toeschouwers: 27.000 Scheidsrechter: René Parra (CAN) |
| 30 oktober 1996 | Benjamín Galindo 20' 29' Zague 48' Carlos Hermosillo 70' Dexter Walker 88' (e.d.) |       | Kendall Velox 88'              | Aztekenstadion, Mexico-Stad Toeschouwers: 27.000 Scheidsrechter: René Parra (CAN) |

|                 |                                                      |       |                    |                                                                                         |
| 6 november 1996 | Mexico                                               | 3 – 1 | Honduras           | Aztekenstadion, Mexico-Stad Toeschouwers: 105.000 Scheidsrechter: Rodrigo Badilla (CRC) |
| 6 november 1996 | Benjamín Galindo 32' Carlos Hermosillo 35' Zague 45' |       | Enrique Reneau 69' | Aztekenstadion, Mexico-Stad Toeschouwers: 105.000 Scheidsrechter: Rodrigo Badilla (CRC) |

|                  |                                                                                |       |                                |                                                                                    |
| 10 november 1996 | Jamaica                                                                        | 5 – 0 | Saint Vincent en de Grenadines | Independence Park, Kingston Toeschouwers: 30.000 Scheidsrechter: Tim Weyland (USA) |
| 10 november 1996 | Theodore Whitmore 10' 13' Paul Young 64' Peter Cargill 66' Stephen Malcolm 84' |       |                                | Independence Park, Kingston Toeschouwers: 30.000 Scheidsrechter: Tim Weyland (USA) |

|                  |                  |       |        |                                                                                                   |
| 17 november 1996 | Jamaica          | 1 – 0 | Mexico | Independence Park, Kingston Toeschouwers: 32.000 Scheidsrechter: Mario Efrain Escobar López (GUA) |
| 17 november 1996 | Ian Goodison 82' |       |        | Independence Park, Kingston Toeschouwers: 32.000 Scheidsrechter: Mario Efrain Escobar López (GUA) |

|                  | |        |                                              | |
| 17 november 1996 | Honduras | 11 – 3 | Saint Vincent en de Grenadines               | Estadio Francisco Morazán, San Pedro Sula Toeschouwers: 4.378 Scheidsrechter: Victor Hugo Rodriguez Ugalde (CRC) |
| 17 november 1996 | Barrios Zapata 3' Suazo Velázquez 11' 38' 50' Arnold Cruz 19' Carlos Pavón 30' Enrique Reneau 48' Merlyn Membreño 65' Milton Núñez 67' 84' Eduardo Bennett 77' |        | Rodney Jack 37' Alwyn Guy 62' Everad Sam 75' | Estadio Francisco Morazán, San Pedro Sula Toeschouwers: 4.378 Scheidsrechter: Victor Hugo Rodriguez Ugalde (CRC) |

## Finaleronde
| Land             | Wed | Win | Gel | Ver | DV | DT | +/– | Pnt |
| ---------------- | --- | --- | --- | --- | -- | -- | --- | --- |
| Mexico           | 10  | 4   | 6   | 0   | 23 | 7  | +16 | 18  |
| Verenigde Staten | 10  | 4   | 5   | 1   | 17 | 9  | +8  | 17  |
| Jamaica          | 10  | 3   | 5   | 2   | 7  | 12 | –5  | 14  |
| Costa Rica       | 10  | 3   | 3   | 4   | 13 | 12 | +1  | 12  |
| El Salvador      | 10  | 2   | 4   | 4   | 11 | 16 | –5  | 10  |
| Canada           | 10  | 1   | 3   | 6   | 5  | 20 | –15 | 6   |

#### Speelronde één t/m vijf
In vergelijking met het vorig WK plaatste zich alleen Honduras niet voor de finale-ronde, het land werd uitgeschakeld door Jamaica. Mexico, Canada en El Salvador waren er opnieuw bij, de finale-poule werd aangevuld met de Verenigde Staten en Costa Rica. Het traditioneel altijd geplaatste Mexico onderscheidde zich nadrukkelijk van de andere ploegen in de beginfase, Het steunde op de basis van het vorige WK zoals doelman Jorge Campos en de topscorer Carlos Hermosillo, terwijl nieuwe spelers als Luis Hernández en Blanco opstonden. Bora Milutinović was opnieuw aangesteld als coach na zijn (succesvolle) periode op het WK in 1986. Mexico won de wedstrijden tegen de kleine landen ruim, 4-0 tegen Canada en 6-0 tegen Jamaica en had halverwege al vier punten meer dan nummer twee Costa Rica. De strijd om de andere twee plaatsen was nog open, het verschil tussen nummer twee en nummer zes was maar twee punten. De topper tussen Mexico en de Verenigde Staten eindigde in een 2-2 gelijkspel, Hermosillo scoorde al na één minuut, omdat hij de bal zomaar ontving van de Amerikaanse doelman, het tweede Mexicaanse doelpunt was een eigen doelpunt.
|              |                                                 |       |        |                                                                                         |
| 2 maart 1997 | Mexico                                          | 4 – 0 | Canada | Aztekenstadion, Mexico-Stad Toeschouwers: 95.000 Scheidsrechter: Argelio Sabillon (HON) |
| 2 maart 1997 | Hermosillo 51' 81' Galindo 61' (pen.) Zague 88' |       |        | Aztekenstadion, Mexico-Stad Toeschouwers: 95.000 Scheidsrechter: Argelio Sabillon (HON) |

|              |         |       |                  |                                                                                           |
| 2 maart 1997 | Jamaica | 0 – 0 | Verenigde Staten | Independence Park, Kingston Toeschouwers: 35.246 Scheidsrechter: Jose Ramirez Suazo (HON) |
| 2 maart 1997 |         |       |                  | Independence Park, Kingston Toeschouwers: 35.246 Scheidsrechter: Jose Ramirez Suazo (HON) |

|               |                                 |       |        |                                                                                    |
| 16 maart 1997 | Verenigde Staten                | 3 – 0 | Canada | Stanford Stadium, Stanford Toeschouwers: 28.898 Scheidsrechter: Luis Oliveto (ARG) |
| 16 maart 1997 | Wynalda 7' Pope 13' Stewart 88' |       |        | Stanford Stadium, Stanford Toeschouwers: 28.898 Scheidsrechter: Luis Oliveto (ARG) |

|               |            |       |        |                                                                                                   |
| 16 maart 1997 | Costa Rica | 0 – 0 | Mexico | Estadio Ricardo Saprissa Aymá, San José Toeschouwers: 28.000 Scheidsrechter: Alberto Tejada (PER) |
| 16 maart 1997 |            |       |        | Estadio Ricardo Saprissa Aymá, San José Toeschouwers: 28.000 Scheidsrechter: Alberto Tejada (PER) |

|               |                                 |       |                          |                                                                                                  |
| 23 maart 1997 | Costa Rica                      | 3 – 2 | Verenigde Staten         | Estadio Ricardo Saprissa Aymá, San José Toeschouwers: 22.000 Scheidsrechter: Mario Escobar (GUA) |
| 23 maart 1997 | Medford 10' Solís 32' Gómez 76' |       | Wynalda 25' Lassiter 67' | Estadio Ricardo Saprissa Aymá, San José Toeschouwers: 22.000 Scheidsrechter: Mario Escobar (GUA) |

|              |        |       |             |                                                                                      |
| 6 april 1997 | Canada | 0 – 0 | El Salvador | Swangard Stadium, Burnaby Toeschouwers: 8.312 Scheidsrechter: Fernando Sánchez (CHI) |
| 6 april 1997 |        |       |             | Swangard Stadium, Burnaby Toeschouwers: 8.312 Scheidsrechter: Fernando Sánchez (CHI) |

|               |                                                                      |       |         |                                                                                         |
| 13 april 1997 | Mexico                                                               | 6 – 0 | Jamaica | Aztekenstadion, Mexico-Stad Toeschouwers: 115.100 Scheidsrechter: Antônio Pereira (BRA) |
| 13 april 1997 | Galindo 10' (pen.) Hermosillo 18' 39' 47' del Olmo 52' Hernándéz 85' |       |         | Aztekenstadion, Mexico-Stad Toeschouwers: 115.100 Scheidsrechter: Antônio Pereira (BRA) |

|               |                             |       |                             |                                                                                      |
| 20 april 1997 | Verenigde Staten            | 2 – 2 | Mexico                      | Foxboro Stadium, Foxborough Toeschouwers: 57.877 Scheidsrechter: Ubaldo Aquino (PAR) |
| 20 april 1997 | Pope 34' Ramírez 73' (e.d.) |       | Hermosillo 1' Hernández 53' | Foxboro Stadium, Foxborough Toeschouwers: 57.877 Scheidsrechter: Ubaldo Aquino (PAR) |

|               |        |       |         |                                                                                    |
| 27 april 1997 | Canada | 0 – 0 | Jamaica | Swangard Stadium, Burnaby Toeschouwers: 7.634 Scheidsrechter: Ramesh Ramdhan (TRI) |
| 27 april 1997 |        |       |         | Swangard Stadium, Burnaby Toeschouwers: 7.634 Scheidsrechter: Ramesh Ramdhan (TRI) |

|            |                          |       |            |                                                                                       |
| 4 mei 1997 | El Salvador              | 2 – 1 | Costa Rica | Estadio Cuscatlán, San Salvador Toeschouwers: 35.611 Scheidsrechter: Óscar Ruiz (COL) |
| 4 mei 1997 | Díaz Arce 19' Montes 57' |       | Arnáez 58' | Estadio Cuscatlán, San Salvador Toeschouwers: 35.611 Scheidsrechter: Óscar Ruiz (COL) |

|             |                             |       |              | |
| 11 mei 1997 | Costa Rica                  | 3 – 1 | Jamaica      | Estadio Ricardo Saprissa Aymá, San José Toeschouwers: 20.500 Scheidsrechter: José de Rosa Varela (URU) |
| 11 mei 1997 | Wanchope 31' 71' Oviedo 89' |       | Williams 61' | Estadio Ricardo Saprissa Aymá, San José Toeschouwers: 20.500 Scheidsrechter: José de Rosa Varela (URU) |

|             |              |       |             |                                                                                                  |
| 18 mei 1997 | Jamaica      | 1 – 0 | El Salvador | Independence Park, Kingston Toeschouwers: 12.000 Scheidsrechter: Márcio Rezende de Freitas (BRA) |
| 18 mei 1997 | Williams 22' |       |             | Independence Park, Kingston Toeschouwers: 12.000 Scheidsrechter: Márcio Rezende de Freitas (BRA) |

|             |              |       |            |                                                                                        |
| 1 juni 1997 | Canada       | 1 – 0 | Costa Rica | Commonwealth Stadium, Edmonton Toeschouwers: 10.150 Scheidsrechter: Nelson Calix (HON) |
| 1 juni 1997 | Berdusco 68' |       |            | Commonwealth Stadium, Edmonton Toeschouwers: 10.150 Scheidsrechter: Nelson Calix (HON) |

|             |             |                    |        |                                                                                         |
| 8 juni 1997 | El Salvador | 0 – 1              | Mexico | Estadio Cuscatlán, San Salvador Toeschouwers: 40.000 Scheidsrechter: Hugo Cordero (ARG) |
| 8 juni 1997 |             | García Postigo 64' |        | Estadio Cuscatlán, San Salvador Toeschouwers: 40.000 Scheidsrechter: Hugo Cordero (ARG) |

|              |               |       |                  |                                                                                        |
| 29 juni 1997 | El Salvador   | 1 – 1 | Verenigde Staten | Estadio Cuscatlán, San Salvador Toeschouwers: 29.000 Scheidsrechter: René Ortubé (BOL) |
| 29 juni 1997 | Díaz Arce 60' |       | Lassiter 57'     | Estadio Cuscatlán, San Salvador Toeschouwers: 29.000 Scheidsrechter: René Ortubé (BOL) |

#### Speelronde zes tot en met acht
Opvallend was de opmars van Jamaica en de terugval van Costa Rica. Jamaica, dat zich voor de eerste keer sinds 1966 voor de finale-poule plaatste, won van Canada en Costa Rica en speelde gelijk in de Verenigde Staten: 1-1. De bij Derby County spelende Burton scoorde alle drie de doelpunten en Jamaica steeg zelfs naar de tweede plaats in de groep achter het ongenaakbare Mexico en had één punt meer dan de Verenigde Staten. El Salvador leek de belangrijkste belager van de twee landen te worden, het won met 4-1 van het kansloze Canada en had drie punten achterstand op Jamaica met de thuiswedstrijd nog in het verschiet. Costa Rica had een zwakke serie en viel terug naar de vijfde plaats met vier punten achterstand op Jamaica. Mexico vervolgde zijn serie met een 5-0 zege op El Salvador en had al na zeven wedstrijden geplaatst kunnen zijn, maar verslikte zich bijna in nummer laatst Canada, Hermosillo redde de ploeg vlak voor tijd. Een doelpuntloos gelijkspel in het eigen Aztekenstadion tegen aartsvijand de Verenigde Staten was genoeg voor plaatsing.
|                  |            |       |             |                                                                                                 |
| 10 augustus 1997 | Costa Rica | 0 – 0 | El Salvador | Estadio Ricardo Saprissa Aymá, San José Toeschouwers: 18.316 Scheidsrechter: Nelson Cálix (HON) |
| 10 augustus 1997 |            |       |             | Estadio Ricardo Saprissa Aymá, San José Toeschouwers: 18.316 Scheidsrechter: Nelson Cálix (HON) |

|                  |                  |       |            |                                                                                               |
| 7 september 1997 | Verenigde Staten | 1 – 0 | Costa Rica | Portland Civic Stadium, Portland Toeschouwers: 27.396 Scheidsrechter: Jorge Luis Nieves (URU) |
| 7 september 1997 | Ramos 79'        |       |            | Portland Civic Stadium, Portland Toeschouwers: 27.396 Scheidsrechter: Jorge Luis Nieves (URU) |

|                  |            |       |        |                                                                                   |
| 7 september 1997 | Jamaica    | 1 – 0 | Canada | Independence Park, Kingston Toeschouwers: 30.000 Scheidsrechter: Óscar Ruiz (COL) |
| 7 september 1997 | Burton 55' |       |        | Independence Park, Kingston Toeschouwers: 30.000 Scheidsrechter: Óscar Ruiz (COL) |

|                   |            |       |            |                                                                                       |
| 14 september 1997 | Jamaica    | 1 – 0 | Costa Rica | Independence Park, Kingston Toeschouwers: 30.000 Scheidsrechter: Ramesh Ramdhan (TRI) |
| 14 september 1997 | Burton 51' |       |            | Independence Park, Kingston Toeschouwers: 30.000 Scheidsrechter: Ramesh Ramdhan (TRI) |

|                   |                                                        |       |             |                                                                                               |
| 14 september 1997 | El Salvador                                            | 4 – 1 | Canada      | Estadio Cuscatlán, San Salvador Toeschouwers: 27.767 Scheidsrechter: Mario Efraín López (GUA) |
| 14 september 1997 | Nildeson 16' Renderos 52' Cienfuegos 57' Díaz Arce 88' |       | Bunbury 25' | Estadio Cuscatlán, San Salvador Toeschouwers: 27.767 Scheidsrechter: Mario Efraín López (GUA) |

|                |                    |       |            | |
| 5 oktober 1997 | Verenigde Staten   | 1 – 1 | Jamaica    | Robert F. Kennedy Memorial Stadium, Washington D.C. Toeschouwers: 51.528 Scheidsrechter: Mario Sánchez (CHI) |
| 5 oktober 1997 | Wynalda 50' (pen.) |       | Burton 51' | Robert F. Kennedy Memorial Stadium, Washington D.C. Toeschouwers: 51.528 Scheidsrechter: Mario Sánchez (CHI) |

|                |                                                             |       |             |                                                                                        |
| 5 oktober 1997 | Mexico                                                      | 5 – 0 | El Salvador | Aztekenstadion, Mexico-Stad Toeschouwers: 115.000 Scheidsrechter: Eduardo Gamboa (CHI) |
| 5 oktober 1997 | Galindo 30' 38' (pen.) García Aspe 35' Zague 48' García 82' |       |             | Aztekenstadion, Mexico-Stad Toeschouwers: 115.000 Scheidsrechter: Eduardo Gamboa (CHI) |

|                 |                          |       |                                   |                                                                               |
| 12 oktober 1997 | Canada                   | 2 – 2 | Mexico                            | Commonwealth Stadium, Edmonton Scheidsrechter: Carlos Mendizabal Euceda (GUA) |
| 12 oktober 1997 | Corazzin 56' Bunbury 62' |       | Enrique Alfaro 8' Hermosillio 87' | Commonwealth Stadium, Edmonton Scheidsrechter: Carlos Mendizabal Euceda (GUA) |

|                 |        |       |                  |                                                                                          |
| 2 november 1997 | Mexico | 0 – 0 | Verenigde Staten | Aztekenstadion, Mexico-Stad Toeschouwers: 115.000 Scheidsrechter: Javier Castrilli (ARG) |
| 2 november 1997 |        |       |                  | Aztekenstadion, Mexico-Stad Toeschouwers: 115.000 Scheidsrechter: Javier Castrilli (ARG) |

#### Speelronde negen
Costa Rica was definitief uitgeschakeld na een 3-3 gelijkspel in Mexico. El Salvador streed voor zijn laatste kans tegen Jamaica, bij een overwinning zou El Salvador gelijk komen met het Caribisch Eiland. In de tweede helft brak de strijd open, na een 1-0 voorsprong voor het thuisland maakte opnieuw Dean Burton de gelijkmaker, waarna de speler van Portsmouth Paul Hall dankzij een sterke solo voor een voorsprong zorgde. Jamaica stond op de bres van kwalificatie, maar Guerra scoorde drie minuten voor tijd de gelijkmaker. Jamaica had nu aan één punt genoeg om te debuteren op een WK. De Verenigde Staten wonnen met 3-0 bij Canada en waren vanwege het gelijke spel in El Salvador zeker van plaatsing, Roy Wegerle scoorde twee maal.
|                 |        |                            |                  |                                                                                      |
| 9 november 1997 | Canada | 0 – 3                      | Verenigde Staten | Swangard Stadium, Burnaby Toeschouwers: 8.420 Scheidsrechter: John Toro Rendón (COL) |
| 9 november 1997 |        | Reyna 5' Wegerle 80' 90+4' |                  | Swangard Stadium, Burnaby Toeschouwers: 8.420 Scheidsrechter: John Toro Rendón (COL) |

|                 |                         |       |                     |                                                                                               |
| 9 november 1997 | El Salvador             | 2 – 2 | Jamaica             | Estadio Cuscatlán, San Salvador Toeschouwers: 34.200 Scheidsrechter: José García Aranda (ESP) |
| 9 november 1997 | Nildeson 47' Guerra 87' |       | Burton 52' Hall 78' | Estadio Cuscatlán, San Salvador Toeschouwers: 34.200 Scheidsrechter: José García Aranda (ESP) |

|                 |                                      |       |                                   |                                                                                    |
| 9 november 1997 | Mexico                               | 3 – 3 | Costa Rica                        | Aztekenstadion, Mexico-Stad Toeschouwers: 60.000 Scheidsrechter: Ali Bujsaim (UAE) |
| 9 november 1997 | Chávez 1' Galindo 42' Hermosillo 68' |       | Medford 54' Soto 71' Wanchope 86' | Aztekenstadion, Mexico-Stad Toeschouwers: 60.000 Scheidsrechter: Ali Bujsaim (UAE) |

#### Speelronde tien
Terwijl El Salvador kansloos verloor van de Verenigde Staten, hield Jamaica stand tegen Mexico en had zelfs de beste kansen om te winnen. Toen het laatste fluitsignaal klonk, brak er een spontaan volksfeest uit op het reggae-eiland. Jamaica werd het derde land uit het Caribisch Gebied, dat zich plaatste voor het WK, de laatste keer was in 1974. Het gelijke spel had ook consequenties voor de Mexicaanse bondscoach Bora Milutinovic, de Mexicanen waren teleurgesteld in vier gelijke spelen op een rij en ontsloegen de Serviër. Milutinovic zou echter tekenen voor het Nigeriaanse elftal en zou voor de vierde keer met vier verschillende ploegen (Mexico, Costa Rica, Verenigde Staten, Nigeria) op een WK coachen. 
|                  |                                     |       |              |                                                                                      |
| 16 november 1997 | Costa Rica                          | 3 – 1 | Canada       | Estadio Nacional, San José Toeschouwers: 4.200 Scheidsrechter: Antônio Pereira (BRA) |
| 16 november 1997 | Smith 7' Ilama 16' Marín 89' (pen.) |       | Fletcher 47' | Estadio Nacional, San José Toeschouwers: 4.200 Scheidsrechter: Antônio Pereira (BRA) |

|                  |                                         |       |                                   |                                                                                          |
| 16 november 1997 | Verenigde Staten                        | 4 – 2 | El Salvador                       | Foxboro Stadium, Foxborough Toeschouwers: 53.193 Scheidsrechter: Pierluigi Collina (ITA) |
| 16 november 1997 | McBride 22' 28' Henderson 49' Preki 82' |       | Nildeson 60' Díaz Arce 62' (pen.) | Foxboro Stadium, Foxborough Toeschouwers: 53.193 Scheidsrechter: Pierluigi Collina (ITA) |

|                  |         |       |        |                                                                                           |
| 16 november 1997 | Jamaica | 0 – 0 | Mexico | Independence Park, Kingston Toeschouwers: 35.700 Scheidsrechter: José Antonio Arana (PER) |
| 16 november 1997 |         |       |        | Independence Park, Kingston Toeschouwers: 35.700 Scheidsrechter: José Antonio Arana (PER) |